# 埃什诺拉梅利讷
埃什诺拉梅利讷（法語：Échenoz-la-Méline，法語發音：[eʃ(ə)no la melin]），法国东北部城市，勃艮第-弗朗什-孔泰大区上索恩省的一个市镇，隶属于沃苏勒区，其市镇面积为8.09平方公里，2022年1月1日时人口数量为3,187人，在法国城市中排名第3,475位。
埃什诺拉梅利讷位于上索恩省中部，省会沃苏勒市区南部，是沃苏勒的一个近郊卫星城。

## 地名

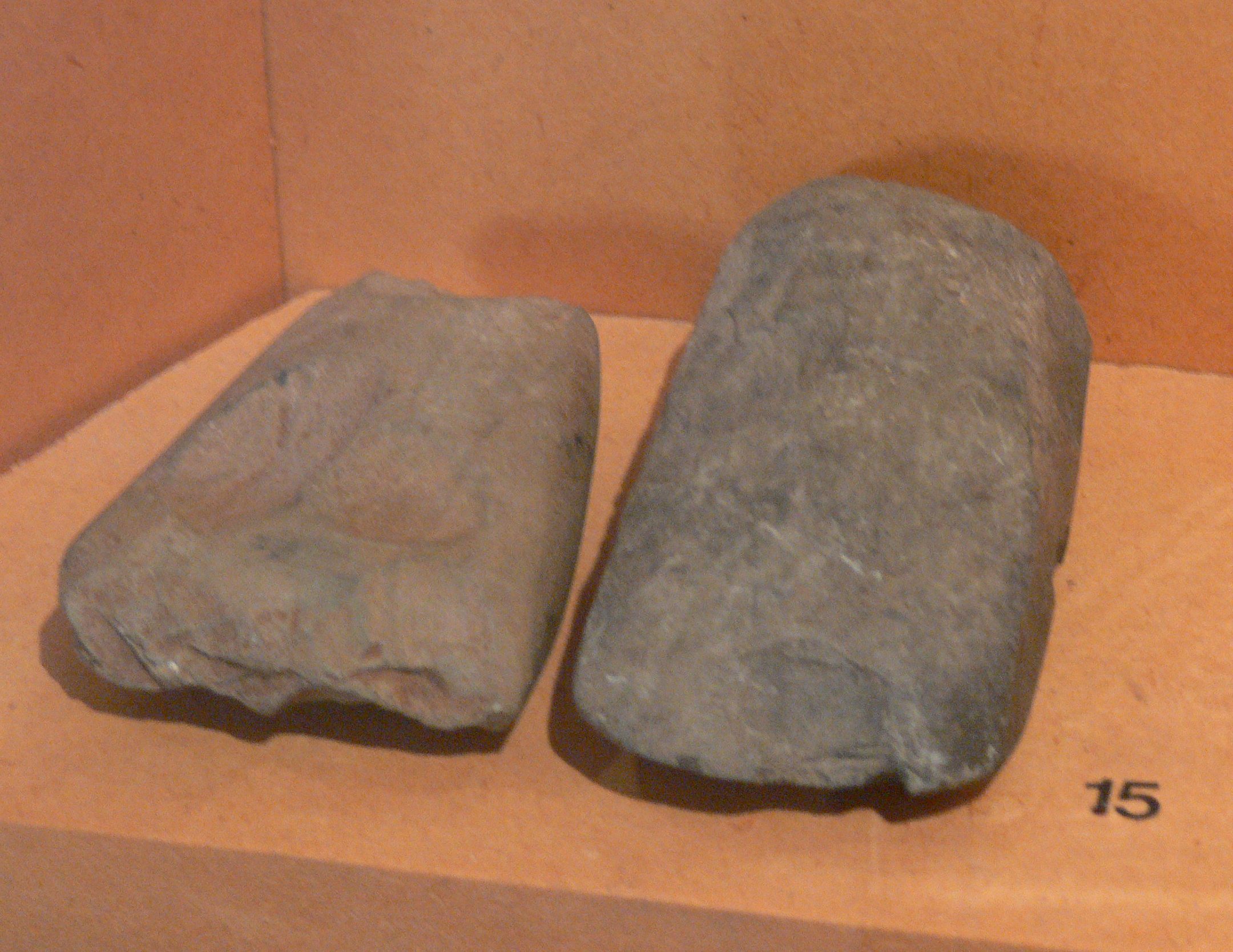
埃什诺拉梅利讷境内出土的新石器时期的文物

“Échenoz-la-Méline”一名的来源尚存在争议。根据当地官方网站的论述，“Échenoz”可能意为“河谷”“运河”或“池塘”；“Méline”则有可能意为“磨坊”。
此外，因翻译标准不同，“Échenoz-la-Méline”在部分汉语资料中又被译为埃什诺兹-拉梅利讷。

## 历史
埃什诺拉梅利讷的早期历史尚不清楚。根据沃苏勒市政府官方网站的论述，埃什诺拉梅利讷境内发现有尼安德特人以及高卢-罗马时期的活动遗迹，而埃什诺拉梅利讷作为聚落则最初于公元1174年被记载。1774年，埃什诺拉梅利讷境内建成了圣马丁教堂。法国大革命后，埃什诺拉梅利讷成为上索恩省的一个市镇。1833年，埃什诺拉梅利讷镇中心建成了一处饮用水喷泉，其附近的广场以其命名。自20世纪以来，得益于沃苏勒的城市扩张，埃什诺拉梅利讷境内出现了大批居民建筑，当地人口数量逐年增加。埃什诺拉梅利讷的最后一处磨坊于1991年关闭。

## 地理

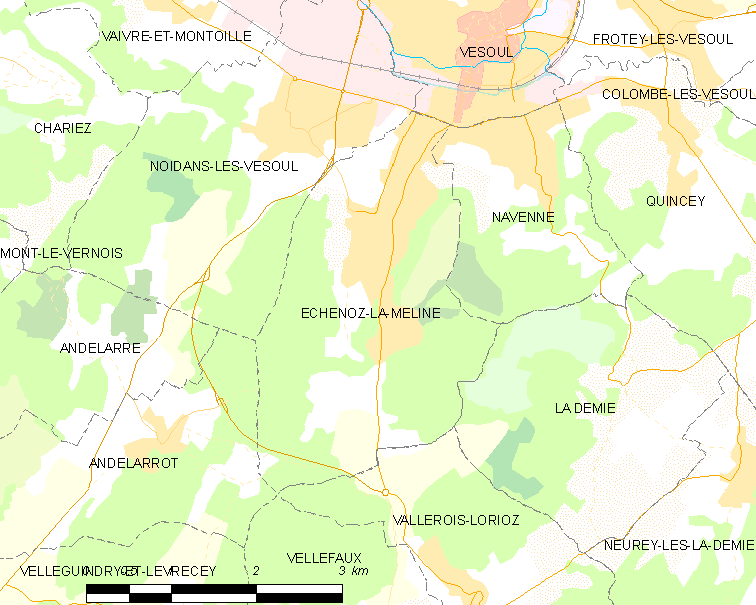
埃什诺拉梅利讷市镇范围地图

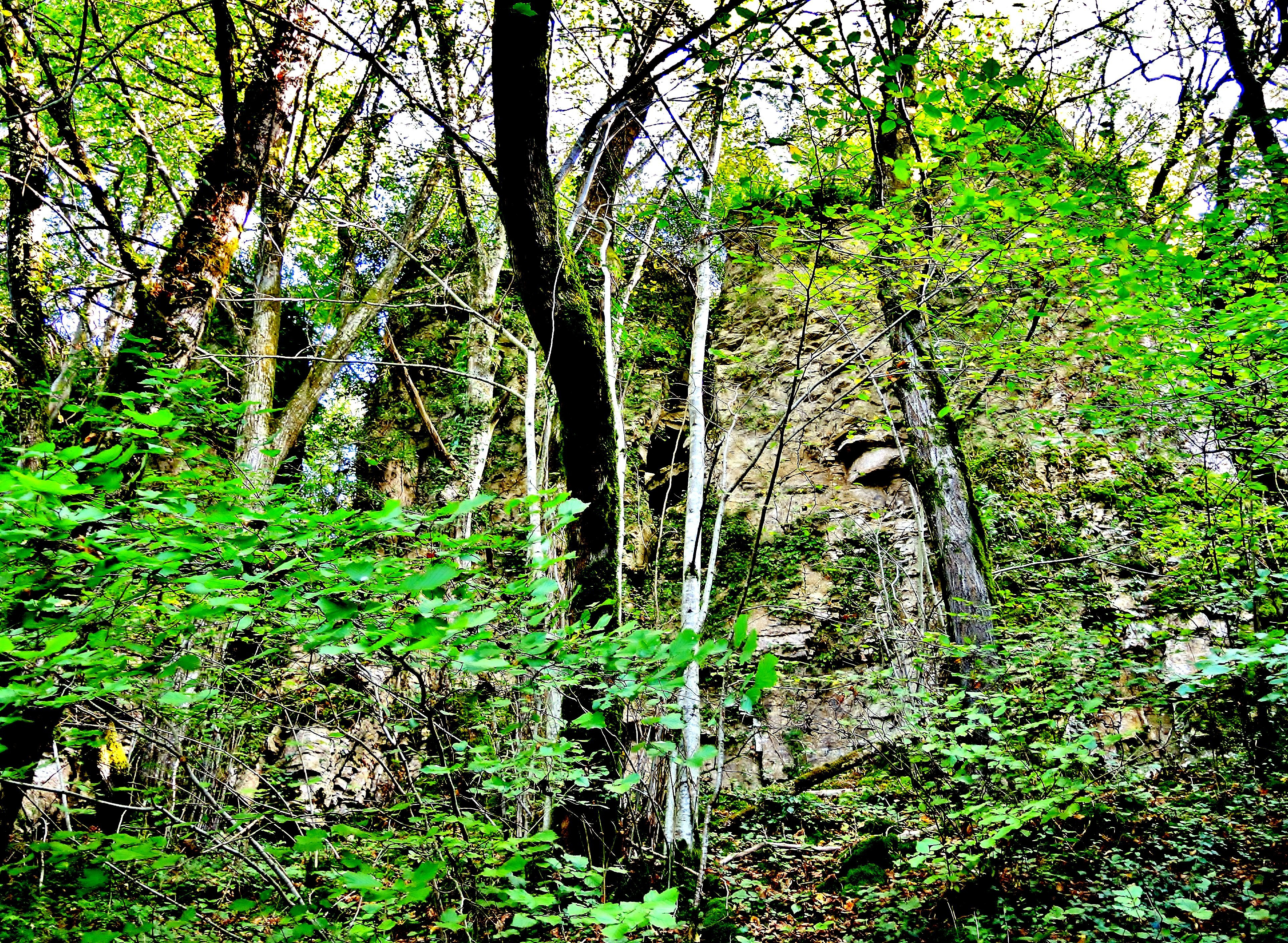
一处林地

埃什诺拉梅利讷位于法国东北部，勃艮第-弗朗什-孔泰大区东北部和上索恩省中南部，距离省会沃苏勒大约3公里。与埃什诺拉梅利讷接壤的市镇包括：沃苏勒、拉德米、努瓦当莱沃苏勒、纳韦讷、昂德拉罗、瓦勒鲁瓦洛里奥和韦勒福。

### 地形
埃什诺拉梅利讷位于索恩河谷地区，境内以浅丘为主，市镇中心位于一处山前谷地地带，东西两侧分别为锡塔山（Mont Cita）和布勒勒山（Les Breuleux），整体地势自北向南有所抬升，全境海拔在220到447米之间。

### 水文
埃什诺拉梅利讷位于索恩河流域范围内，恶魔泉溪（ruisseau de la Fontaine du Diable）自南向北流经镇中心。

### 植被
埃什诺拉梅利讷属于温带阔叶混交林区，林地广泛分布于山地及河流附近。
在鲜花城市的评比中，埃什诺拉梅利讷暂未被评级。

### 气候
埃什诺拉梅利讷在柯本气候分类法中属于温带海洋性气候（Cfb）。
距离埃什诺拉梅利讷最近的常年气象站位于沃苏勒境内，以下为该气象站的数据（其中日照数据取自吕克瑟伊莱班）：
| 沃苏勒1981年－2019年 | 沃苏勒1981年－2019年 | 沃苏勒1981年－2019年 | 沃苏勒1981年－2019年 | 沃苏勒1981年－2019年 | 沃苏勒1981年－2019年 | 沃苏勒1981年－2019年 | 沃苏勒1981年－2019年 | 沃苏勒1981年－2019年 | 沃苏勒1981年－2019年 | 沃苏勒1981年－2019年 | 沃苏勒1981年－2019年 | 沃苏勒1981年－2019年 | 沃苏勒1981年－2019年 |
| 月份                 | 1月                  | 2月                  | 3月                  | 4月                  | 5月                  | 6月                  | 7月                  | 8月                  | 9月                  | 10月                 | 11月                 | 12月                 | 全年                 |
| -------------------- | -------------------- | -------------------- | -------------------- | -------------------- | -------------------- | -------------------- | -------------------- | -------------------- | -------------------- | -------------------- | -------------------- | -------------------- | -------------------- |
| 历史最高温 °C（°F）  | 16.5 (61.7)          | 23 (73)              | 26.5 (79.7)          | 29.5 (85.1)          | 33.5 (92.3)          | 37 (99)              | 40.5 (104.9)         | 40.5 (104.9)         | 34.5 (94.1)          | 29.5 (85.1)          | 25 (77)              | 20 (68)              | 40.5 (104.9)         |
| 平均高温 °C（°F）    | 5.8 (42.4)           | 7.7 (45.9)           | 12.4 (54.3)          | 16.4 (61.5)          | 20.9 (69.6)          | 24.3 (75.7)          | 26.9 (80.4)          | 26.5 (79.7)          | 21.9 (71.4)          | 16.8 (62.2)          | 10.2 (50.4)          | 6.3 (43.3)           | 16.3 (61.3)          |
| 日均气温 °C（°F）    | 2.4 (36.3)           | 3.5 (38.3)           | 7.2 (45.0)           | 10.3 (50.5)          | 14.8 (58.6)          | 18.1 (64.6)          | 20.5 (68.9)          | 20 (68)              | 16 (61)              | 11.9 (53.4)          | 6.3 (43.3)           | 3.2 (37.8)           | 11.2 (52.2)          |
| 平均低温 °C（°F）    | −0.9 (30.4)          | −0.7 (30.7)          | 2 (36)               | 4.3 (39.7)           | 8.7 (47.7)           | 11.8 (53.2)          | 14 (57)              | 13.6 (56.5)          | 10.1 (50.2)          | 7.1 (44.8)           | 2.5 (36.5)           | 0.2 (32.4)           | 6.1 (43.0)           |
| 历史最低温 °C（°F）  | −22.2 (−8.0)         | −18.5 (−1.3)         | −15.5 (4.1)          | −7 (19)              | −2.9 (26.8)          | 0.5 (32.9)           | 2.8 (37.0)           | 2.5 (36.5)           | −1.2 (29.8)          | −6 (21)              | −10.5 (13.1)         | −18.5 (−1.3)         | −22.2 (−8.0)         |
| 平均降水量 mm（）    | 83.1 (3.27)          | 74.1 (2.92)          | 75.8 (2.98)          | 73 (2.9)             | 102.5 (4.04)         | 85.3 (3.36)          | 88.6 (3.49)          | 80.9 (3.19)          | 89.2 (3.51)          | 98 (3.9)             | 95.7 (3.77)          | 103.9 (4.09)         | 1,050.1 (41.34)      |
| 月均日照時數         | 72.5                 | 91.7                 | 140.6                | 175.9                | 203.9                | 231                  | 240.9                | 227.5                | 172.2                | 121.4                | 67                   | 54.9                 | 1,799.5              |
| 来源：infoclimat.fr  |                      |                      |                      |                      |                      |                      |                      |                      |                      |                      |                      |                      |                      |

## 行政区划
埃什诺拉梅利讷的市镇编号为70207，邮政编号为70000。
在行政管理方面，埃什诺拉梅利讷隶属于法国勃艮第-弗朗什-孔泰大区上索恩省沃苏勒区；在地方选举方面，埃什诺拉梅利讷隶属于沃苏勒第一县，其市镇范围全境被划入上索恩省第一选区；在社会管理方面，埃什诺拉梅利讷是沃苏勒城市圈公共社区的组成部分。
截至2024年6月，埃什诺拉梅利讷市镇范围内暂无任何城市敏感街区及城市政策优先街区。
法国国家统计与经济研究所（简称）在进行数据统计时，将埃什诺拉梅利讷及相邻的另外7个市镇设为沃苏勒城市核心区，并将包括核心区在内的周边共111个市镇划为沃苏勒城市区。自2020年起，沃苏勒城市区被包含158个市镇的沃苏勒城市辐射区代替。此外，还将埃什诺拉梅利讷市镇整体看作一个“块区”（IRIS），以便于统计人口分布情况。

## 交通

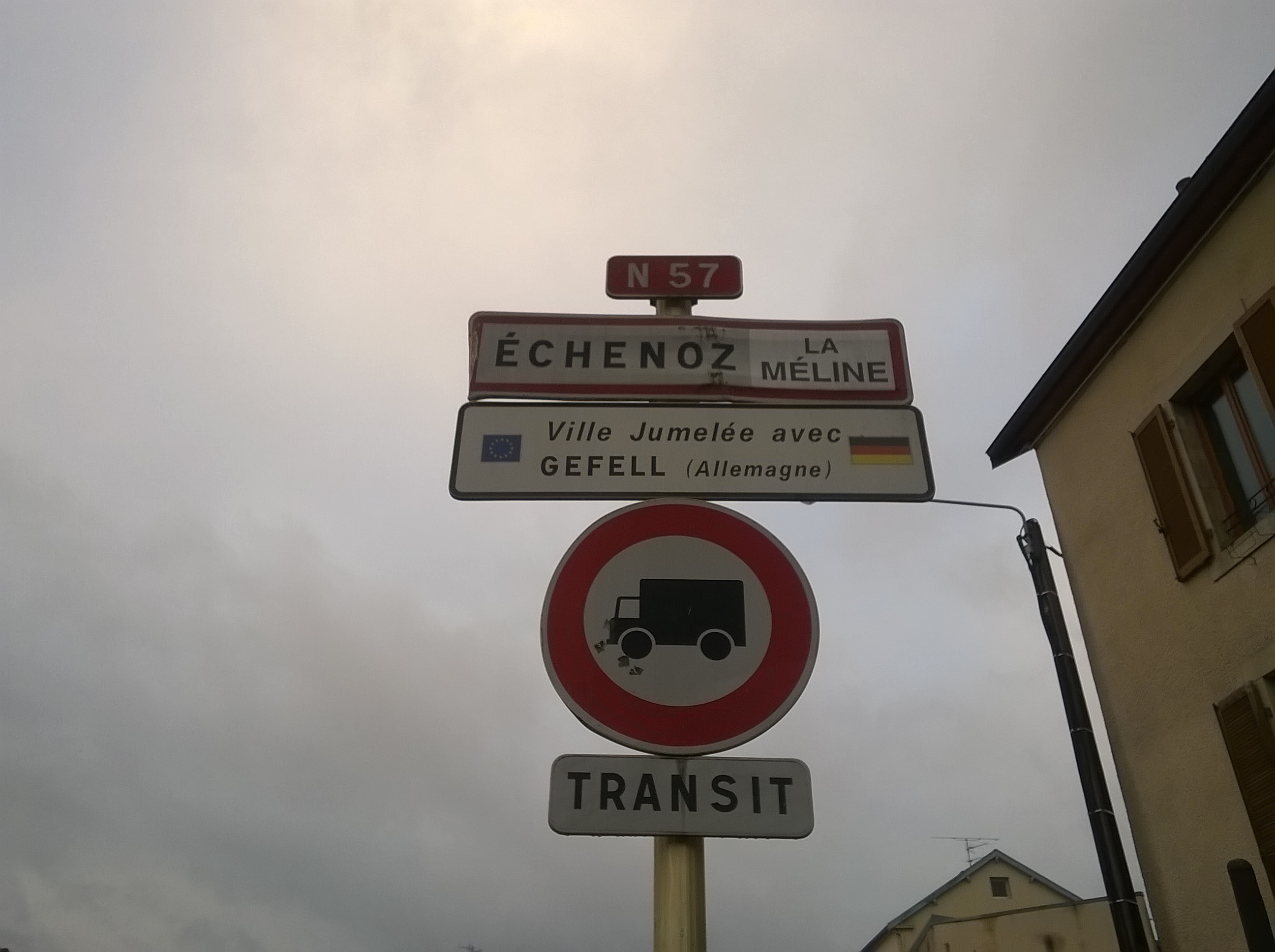
国道N57线入城路牌

### 公路
法国国道N57线和上索恩省省道D13线、D79线和D457线在埃什诺拉梅利讷境内交汇。
| 4 | 41 |

| 沃苏勒 | 3 |

| 贝桑松 | 49 |

| 里奥 | 22 |

2020年，84%的埃什诺拉梅利讷家庭拥有至少一辆私人汽车。2015年，埃什诺拉梅利讷境内共发生各类交通事故1起，造成3人受伤，其中2人重伤。

### 铁路
距离埃什诺拉梅利讷最近的运营中的客运铁路车站为3公里外的沃苏勒，该站停靠往返于巴黎和米卢斯一线的区域列车。

### 航空
埃什诺拉梅利讷距离多勒机场的公路里程大约98公里。

### 城市公共交通
埃什诺拉梅利讷是沃苏勒城市公共交通（商业名称为“Moova”）的服务范围。截至2024年6月，该系统共包括九条常规公交线路，其中公交5路和6路经过埃什诺拉梅利讷市区。

## 政治

### 市政内阁

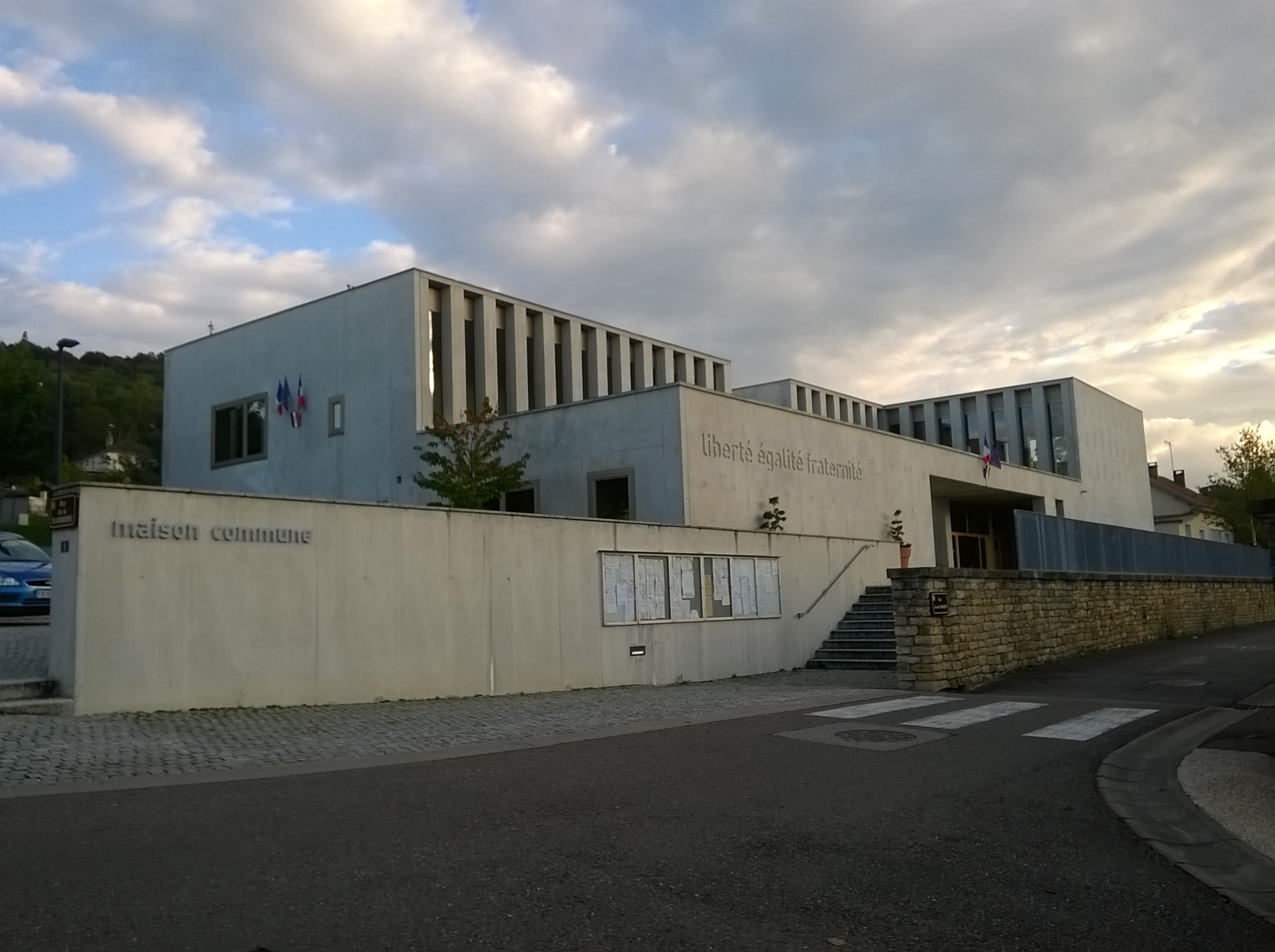
埃什诺拉梅利讷市政厅

埃什诺拉梅利讷的现任市长为塞尔日·维埃耶先生（Serge VIEILLE），他是一名右翼无党派人士，在2020年的市政选举中获得了100.00%的支持率（无其他候选人）。
| 埃什诺拉梅利讷历届市长     | 埃什诺拉梅利讷历届市长          | 埃什诺拉梅利讷历届市长 |
| 任期                       | 市长                            | 党派                   |
| -------------------------- | ------------------------------- | ---------------------- |
| 1945年－1952年             | Raymond PLAISANCE 雷蒙·普莱桑斯 | 不详                   |
| （1952至1956年间资料暂缺） |                                 |                        |
| 1956年－1966年             | Paul AUBRIOT 保罗·奥布里奥      | 不详                   |
| 1966年－1977年             | Georges CHALON 乔治·沙隆        | 不详                   |
| 1977年－1983年             | André CATTÉ 安德烈·卡泰         | PSU联合社会党          |
| 1983年－1989年             | Roger LAFONTAINE 罗歇·拉方丹    | 不详                   |
| 1989年－1990年             | Lucien BAZARD 吕西安·巴扎尔     | RPR保衛共和聯盟        |
| 1990年－1995年             | Philippe BRUEY 菲利普·布吕埃    | 無黨籍                 |
| 1995年－2014年             | Yves MARTIN 伊夫·马丁           | DVG左翼无党派人士      |
| 2014年－                   | Serge VIEILLE 塞尔日·维埃耶     | DVD右翼无党派人士      |

### 各级选举
| 埃什诺拉梅利讷历届投票选举结果 | 埃什诺拉梅利讷历届投票选举结果 | 埃什诺拉梅利讷历届投票选举结果 | 埃什诺拉梅利讷历届投票选举结果 | 埃什诺拉梅利讷历届投票选举结果 | 埃什诺拉梅利讷历届投票选举结果 | 埃什诺拉梅利讷历届投票选举结果 | 埃什诺拉梅利讷历届投票选举结果 | 埃什诺拉梅利讷历届投票选举结果 | 埃什诺拉梅利讷历届投票选举结果 |
| 选举项目                       | 选举范围                       | 选区单位                       | 选区单位内的选举结果           | 选区单位内的选举结果           | 选区单位内的选举结果           | 选区单位内的选举结果           | 选区单位内的选举结果           | 选区单位内的选举结果           | 参考资料                       |
| 选举项目                       | 选举范围                       | 选区单位                       | 第一轮胜出者                   | 第一轮胜出者                   | 支持率                         | 第二轮胜出者                   | 第二轮胜出者                   | 支持率                         | 参考资料                       |
| ------------------------------ | ------------------------------ | ------------------------------ | ------------------------------ | ------------------------------ | ------------------------------ | ------------------------------ | ------------------------------ | ------------------------------ | ------------------------------ |
| 2017年法國總統選舉             | 法國                           | 市镇                           |                                | 玛丽娜·勒庞                    | 24.52%                         |                                | 埃马纽埃尔·马克龙              | 60.52%                         | [ 24 ]                         |
| 2017年法国立法选举             | 上索恩省第一选区               | 市镇                           |                                | 芭芭拉·贝索·巴洛               | 32.36%                         |                                | 芭芭拉·贝索·巴洛               | 63.82%                         | [ 24 ]                         |
| 2019年欧洲议会选举             | 法國                           | 市镇                           |                                | 若尔丹·巴尔代拉                | 24.94%                         | （不适用）                     | （不适用）                     | （不适用）                     | [ 26 ]                         |
| 2021年法国省级选举             | 上索恩省                       | 县                             |                                | 西尔维·马尼埃 托马·乌多        | 34.02%                         |                                | 西尔维·马尼埃 托马·乌多        | 59.67%                         | [ 27 ] [ 28 ]                  |
| 2021年法国省级选举             | 上索恩省                       | 市镇                           |                                | 西尔维·马尼埃 托马·乌多        | 32.41%                         |                                | 西尔维·马尼埃 托马·乌多        | 62.54%                         | [ 27 ] [ 28 ]                  |
| 2021年法国大区选举             |                                | 市镇                           |                                | 玛丽-吉特·迪费                 | 25.34%                         |                                | 玛丽-吉特·迪费                 | 39.83%                         | [ 29 ]                         |
| 2022年法国总统选举             | 法國                           | 市镇                           |                                | 玛丽娜·勒庞                    | 29.42%                         |                                | 埃马纽埃尔·马克龙              | 51.16%                         | [ 24 ]                         |
| 2022年法国立法选举             | 上索恩省第一选区               | 市镇                           |                                | 安托万·维勒迪约                | 25.85%                         |                                | 芭芭拉·贝索·巴洛               | 53.56%                         | [ 24 ]                         |

## 人口
2021年，埃什诺拉梅利讷市镇人口数量为3,225，在法国排名第3,475位。其中男性1,597人，女性1,638人，75岁及以上人口占6.8%，外籍人口数量为120人，人口密度为399人/平方公里，当地居民被称为（男性）或（女性）。2022年，埃什诺拉梅利讷境内出生21人，死亡人口21人。
| 埃什诺拉梅利讷1901年－2021年人口变化情况 |
|                                          |
| 数据来源：Cassini、INSEE                 |

## 经济

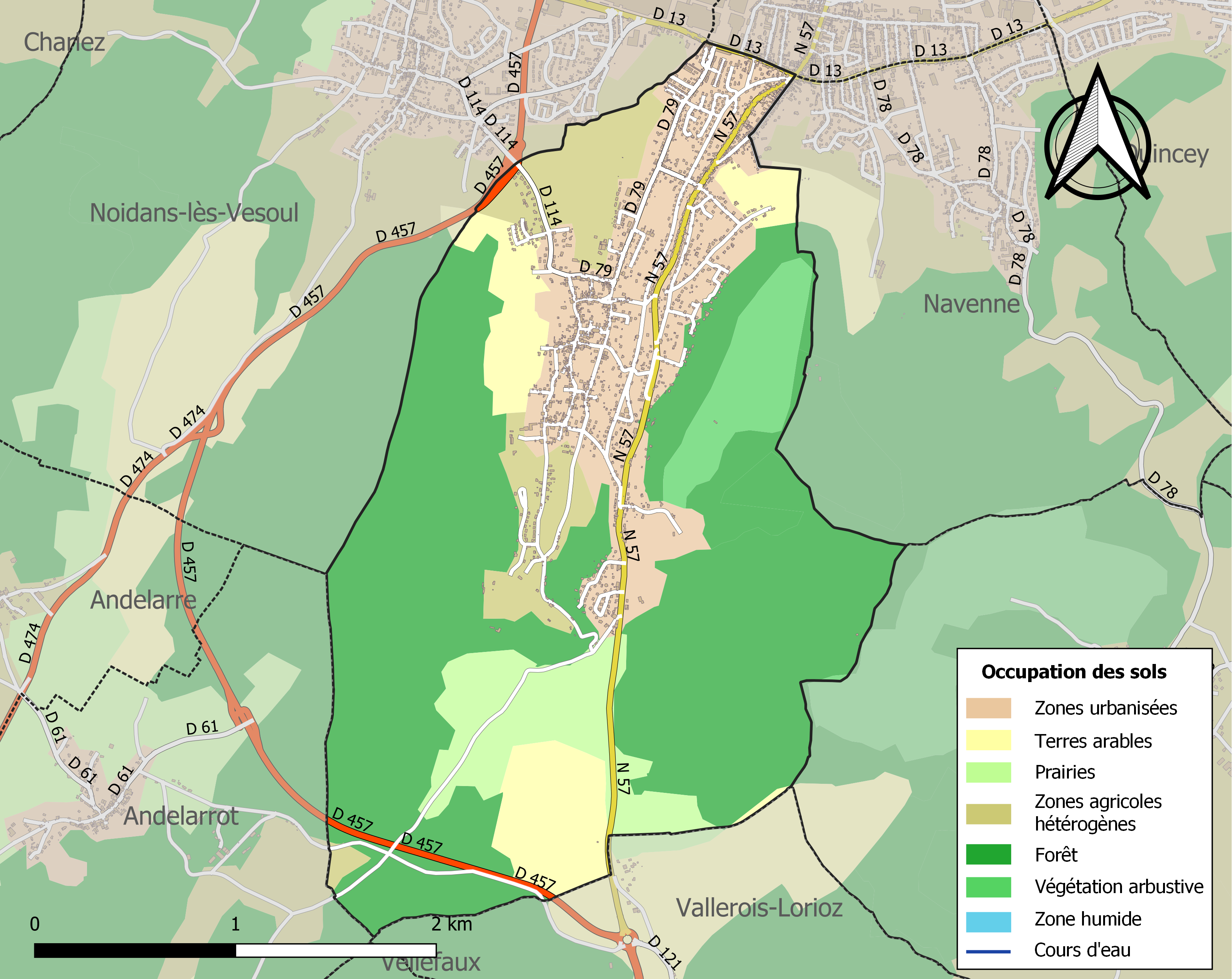
埃什诺拉梅利讷土地利用情况地图

埃什诺拉梅利讷是沃苏勒的一个卫星城。截至2024年6月，埃什诺拉梅利讷市镇范围内共有各类用人单位（包含自雇）381家，平均历史为15年，其中98.73%为中小型企业（PME），2024年4月至6月间，当地的经济活力指数为0。（医疗运输）、（出租车）及（企业管理）是当地2022年营业额最高的三个企业，分别为670,494欧元、602,452欧元和258,303欧元。

## 财政与居民收入
2022年，埃什诺拉梅利讷的财政收入总额为1,897,680欧元，财政支出总额为1,495,710欧元，当年的债务总额为2,710,100欧元。2022年，埃什诺拉梅利讷市镇通过增值税获得22,470欧元的收入，此外当地还共获得了33,000欧元的国家直接财政补助。
| 埃什诺拉梅利讷居民收入情况                       | 埃什诺拉梅利讷居民收入情况 | 埃什诺拉梅利讷居民收入情况 | 埃什诺拉梅利讷居民收入情况 |
| 内容                                             | 埃什诺拉梅利讷             | 法国                       | 统计年份                   |
| ------------------------------------------------ | -------------------------- | -------------------------- | -------------------------- |
| 征税家庭总数                                     | 1,486                      | 1,081（法国市镇平均）      | 2022年                     |
| 居民平均月收入                                   | 2,153欧元                  | 2,435欧元                  | 2022年                     |
| 高级职员人均月收入                               | 3,619欧元                  | 4,331欧元                  | 2021年                     |
| 中级职员人均月收入                               | 2,335欧元                  | 2,470欧元                  | 2021年                     |
| 普通职员人均月收入                               | 1,748欧元                  | 1,801欧元                  | 2021年                     |
| 贫困率                                           | 14%                        | 14.5%                      | 2020年                     |
| 青壮年（15至64岁）失业率                         | 11.1%                      | 7.4%                       | 2020年                     |
| 征税家庭数量占比                                 | 49.2%                      | 45.5%                      | 2020年                     |
| 家庭年均纳税                                     | 3,471欧元                  | 4,393欧元                  | 2022年                     |
| 资料来源：INSEE、L'Internaute、Le Journal du Net |                            |                            |                            |

## 社会事务

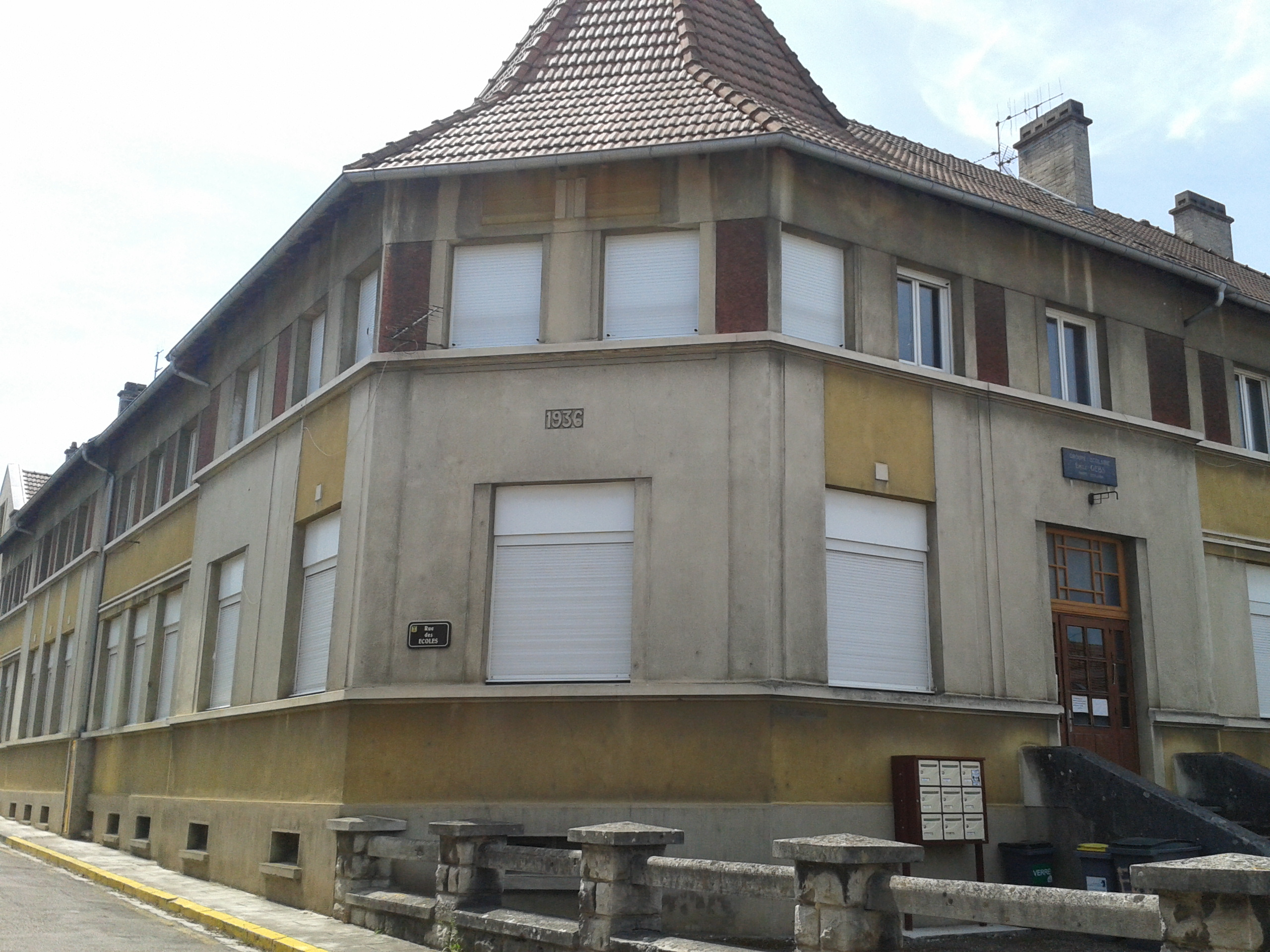
埃什诺拉梅利讷的一所学校

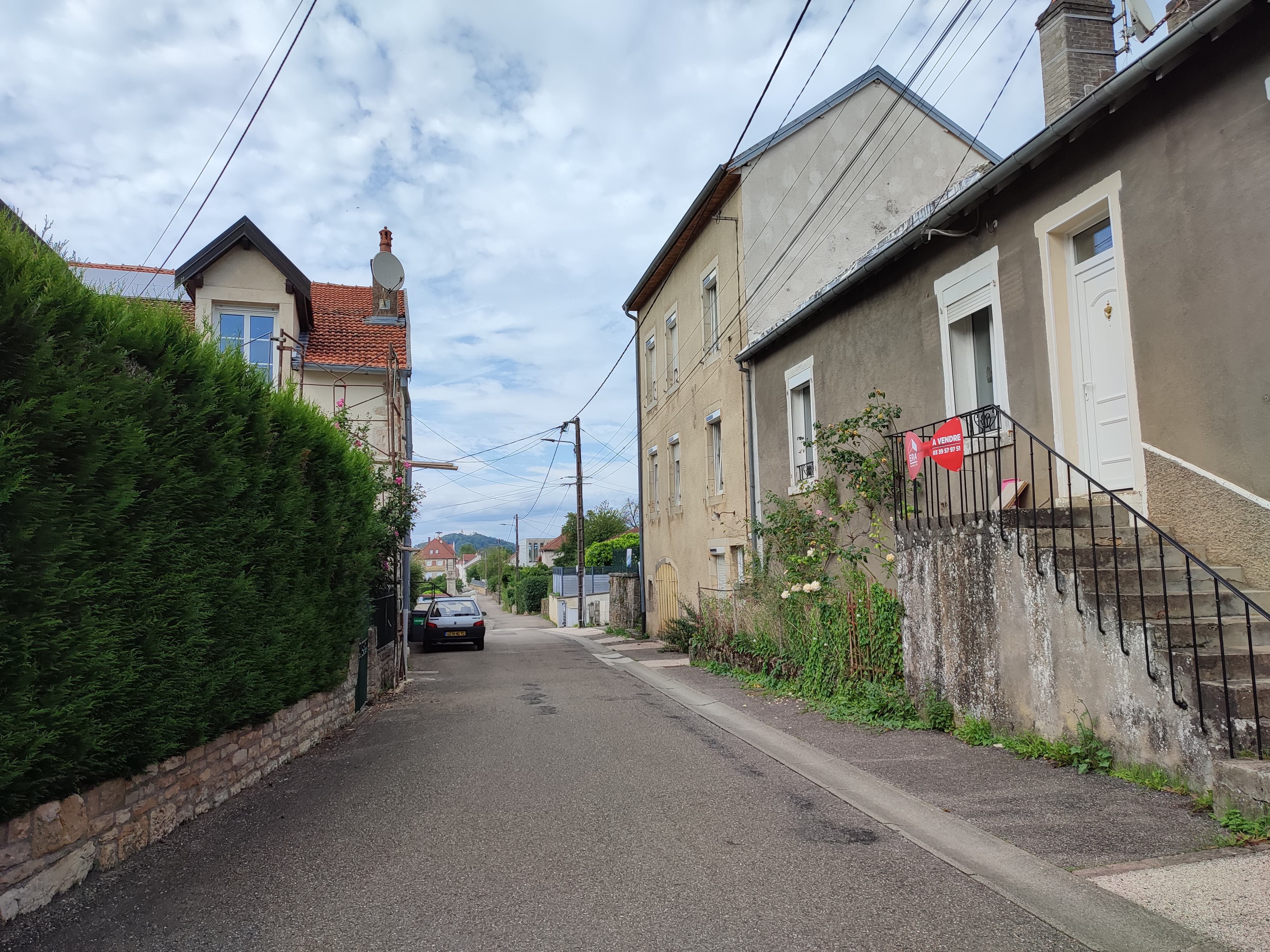
约瑟夫·鲁热街

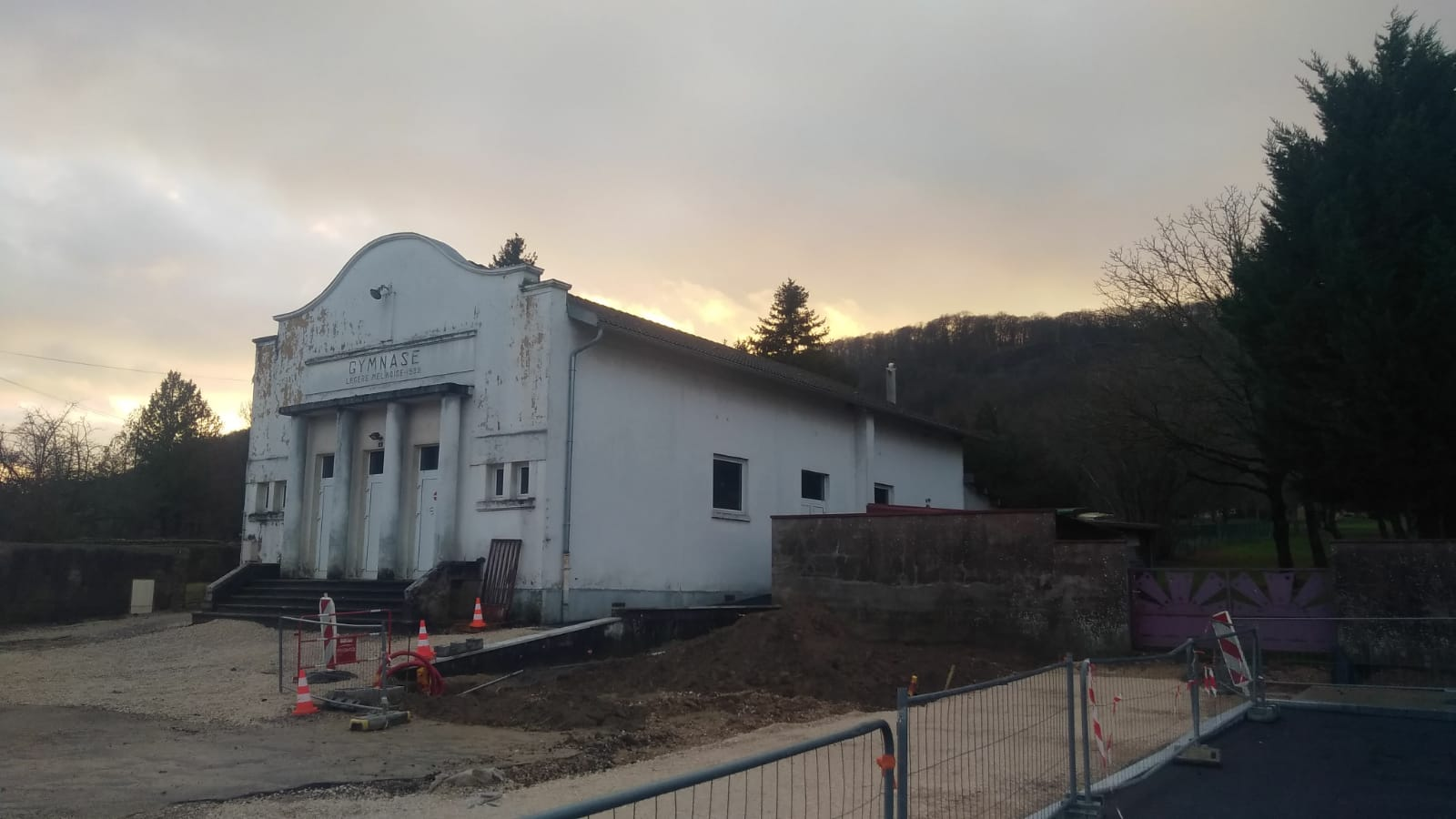
一处健身房

### 教育
埃什诺拉梅利讷属于贝桑松学区。截至2021年1月1日，埃什诺拉梅利讷境内共有2所幼儿园和2所小学。

### 医疗
截至2021年1月1日，埃什诺拉梅利讷境内共有全科医生2名、护士6名和药房1家。
距离埃什诺拉梅利讷最近的区域性医疗机构为沃苏勒中心医院，其主病区医院位于沃苏勒市区西北部，距离埃什诺拉梅利讷市区的正常车程大约8分钟，该院设有床位327个，是上索恩省境内规模最大的公立综合性医院。

### 住房
2020年，埃什诺拉梅利讷境内共有各类住房1,641套，其中70.2%为独立式住宅，29.7%为集中式住宅。常住房屋占埃什诺拉梅利讷市镇范围内居民建筑总量的91.0%。
在住房保障政策方面，2022年，埃什诺拉梅利讷境内共有228户家庭获得了住房经济补助，受益人数占总人口数量的7.1%，其中214份为房租补助。

### 商业
2021年，埃什诺拉梅利讷境内共有各类实体商铺30家，其中餐厅1家、面包房1家、肉铺1家、美容美发店1家、汽车维修店3家。

### 体育
2021年，埃什诺拉梅利讷境内共有1处足球或橄榄球场以及1处篮球或排球场。
截至2024年6月，埃什诺拉梅利讷境内暂无任何注册足球俱乐部。

### 环境
埃什诺拉梅利讷的环境事务由其所属的沃苏勒城市圈公共社区联合各级政府协调负责。2021年，埃什诺拉梅利讷境内暂无污染企业。

### 治安
埃什诺拉梅利讷及其附近的共6个市镇是沃苏勒警区（zone police de Vesoul）的管辖范围。2020年，该警区累计记录各类案件1,475起，其中盗窃类案件704起，经济类案件218起，毒品交易类案件105起。

## 文化

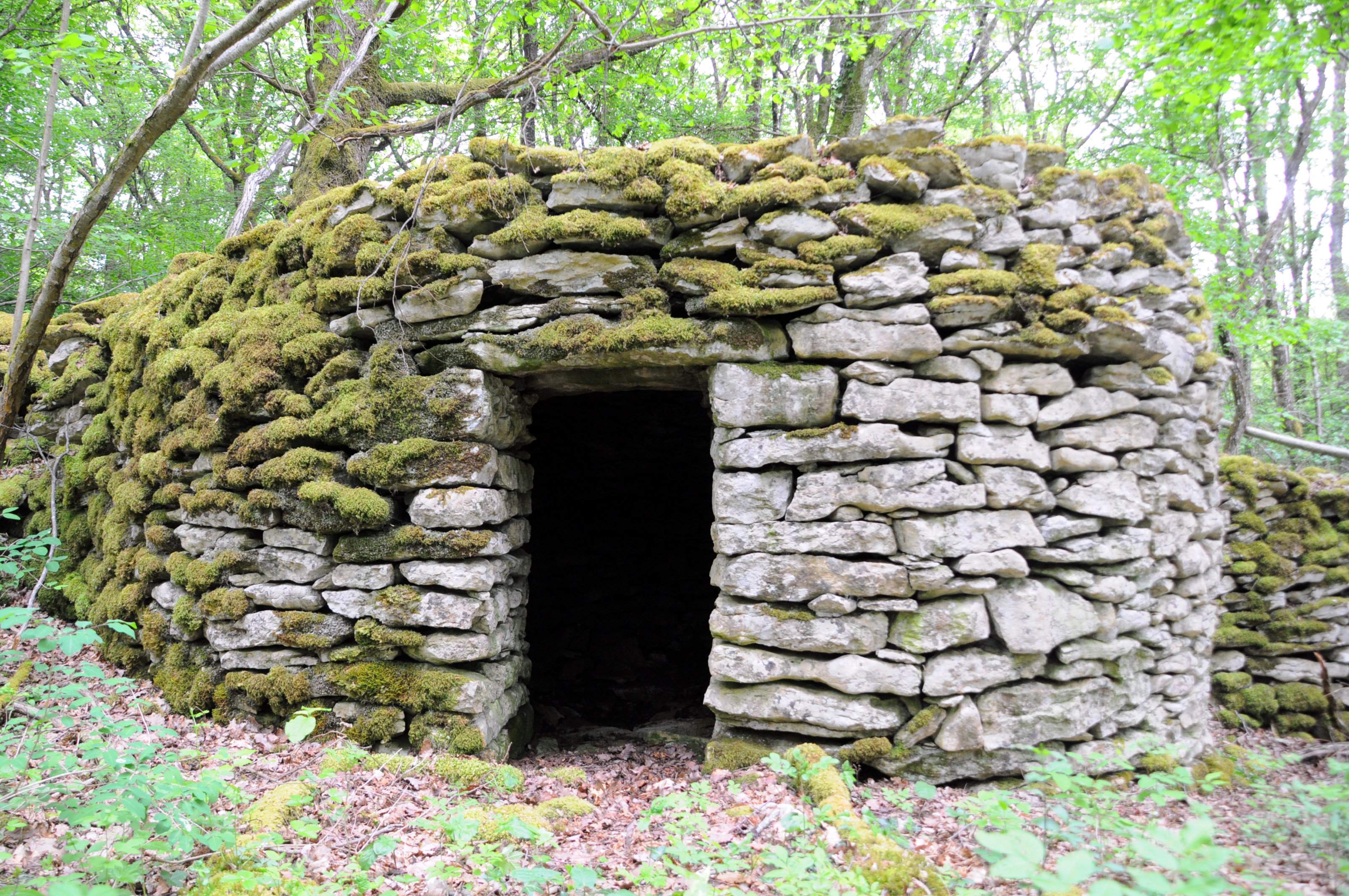
埃什诺拉梅利讷石屋旧址

2021年，埃什诺拉梅利讷境内暂无任何文化设施。埃什诺拉梅利讷境内建有图书馆（Bibliothèque），每周三和六向公众开放。

### 建筑
埃什诺拉梅利讷境内有多处历史建筑，其中埃什诺拉梅利讷石屋旧址为法国国家文物保护单位，镇中心的图尔圣马丁教堂是当地的地标性建筑物。

### 旅游
埃什诺拉梅利讷的旅游事务由其所属的沃苏勒城市圈公共社区联合各级政府协调负责。2023年，埃什诺拉梅利讷境内暂无任何游客接待设施。

### 媒体
法国主要的媒体均可在埃什诺拉梅利讷接收，法国电视三台下属的勃艮第-弗朗什-孔泰大区频道在部分时段播出埃什诺拉梅利讷所在上索恩省的地方新闻。《东部共和国人报》、蓝色法兰西贝桑松广播等是当地主要的地方媒体。

## 相关人物
法国赛车手斯特凡·彼得汉塞尔及历史学家雷米·马蒂斯出生于埃什诺拉梅利讷。

## 友好城市
截至2024年6月，埃什诺拉梅利讷共与一座城市建立了友好城市关系：
- 德国 格费尔